# Kościół Nawiedzenia Najświętszej Maryi Panny w Mielęcinie
Kościół Nawiedzenia Najświętszej Maryi Panny w Mielęcinie – zabytkowy, murowano-drewniany katolicki kościół parafialny, znajdujący się we wsi Mielęcin (powiat pyrzycki, województwo zachodniopomorskie). Funkcjonuje przy nim parafia Nawiedzenia Najświętszej Maryi Panny.

## Historia
Kościół powstał w początku XVIII wieku w konstrukcji szkieletowej (drewno z wypełnieniem ceglanym, czyli mur pruski). W II połowie XIX wieku przebudowano świątynię w ten sposób, że wymieniono konstrukcje szkieletową na pełne ściany ceglane z kamieniem. Tylko jedna ze ścian (ołtarzowa) pozostawiona została w pierwotnej formie. Wieżę dobudowano w epoce baroku i ma ona drewniany hełm osadzony na ceglanym gzymsie. Na wieży umieszczona jest tabliczka z datą 1712. Kościół został wpisany do rejestru zabytków w 1976 pod numerem 784, później zmienionym na obecny.

## Otoczenie
Przy kościele o mur prezbiterium (od zewnątrz) wspierają się cztery stare nagrobki, m.in. małżeństwa Schibilskich, zmarłych w latach 20. XX wieku.

## Legenda
Do kościoła przylega cmentarz, który, według lokalnej legendy, należało omijać nocą, gdyż przechodząc koło wieży kościelnej można było napotkać wyskakującego z niej konia (siwka), który cwałował przez wieś (m.in. koło karczmy) tratując wszystko i wszystkich na drodze, powracał tą samą drogą i znikał bez śladu.